# Alicia Kopf
Alicia Kopf (alias de Imma Ávalos Marqués, Gerona, 1982) es una escritora y artista multidisciplinar española. Licenciada en Bellas artes, graduada en Teoría literaria y Literatura Comparada por la Universidad de Barcelona (2010), trabaja con vídeos, escritura y dibujos. También trabaja como profesora en el Grado de Comunicación de la Universidad Abierta de Cataluña (UOC) y ha colaborado con el Centro de Cultura Contemporánea de Barcelona. Como novelista, destacan su obra Hermano de hielo, publicada el 2016, con la que ganó el Premio Ojo Crítico ese mismo año.

## Obra
En su obra artística se interesa por el concepto de exploración, enlazando la épica de las históricas conquistas polares con elementos personales. Por ejemplo enmarcado dentro de su proyecto Articantàrtic, encontramos un mapa de H. Selous, hecho durante el viaje de John Ross a Polo Norte (1829-1833), pero cambiando los espacios geográficos reales por los del imaginario propio de la artista. Esta obra se pudo ver en una exposición temporal en la Fundación Antoni Tàpies el 2013 y en Bòlit Centro de Arte Contemporáneo de Gerona el 2014.
Su novela Hermano de hielo tiene influencias de Enrique Vila-Matas y trata, entre otras cosas, sobre las relaciones entre la literatura y las artes.

## Publicaciones
- Modos de (no) entrar a casa (2011).[5][6][7]
- Hermano de hielo (Premio Documenta de narrativa 2015,[8] Premio Llibreter 2016[9] y Premio Ojo Crítico 2016).[1]

## Exposiciones individuales
- 2013 — Seal Sounds Under The Floor (Galería Joan Prats, Barcelona)[10]